# Dalea cuniculo-caudata
Dalea cuniculo-caudata är en ärtväxtart som beskrevs av Paul G.Wilson. Dalea cuniculo-caudata ingår i släktet Dalea, och familjen ärtväxter. Inga underarter finns listade i Catalogue of Life.